# تاي أولسون
تاي أولسون هو ممثل كندي، ولد في 28 يناير 1974 في كندا.

## أعمال

### أفلام
- (2001) فالنتاين
- (2003) العميل كودي بانكس[6]
- (2003) إكس 2[7][8][9]
- (2004) ميركال[10][11][12]
- (2005) الفوضى
- (2006) جدار حماية[13]
- (2007)  قداسة[14][15][16]
- (2007) نظرية الفوضى
- (2008) اليوم الذي تبقى فيه الأرض صامدة[17][18][19]
- (2011)  بزوغ الفجر - الجزء 1[20]
- (2014) غودزيلا[21][22][23]
- (2015)  تأمين

### مسلسلات
- الملفات الغامضة
- كان ياما كان

## وصلات خارجية
- تاي أولسون على موقع IMDb (الإنجليزية)
- تاي أولسون على موقع ألو سيني (الفرنسية)
- تاي أولسون على موقع أول موفي (الإنجليزية)
- تاي أولسون على موقع قاعدة بيانات الأفلام السويدية (السويدية)
- تاي أولسون على موقع قاعدة بيانات الفيلم (الإنجليزية)
- تاي أولسون على موقع كينوبويسك (الروسية)